# Alischirnevalia
Alischirnevalia is een monotypisch geslacht van vlinders uit de familie van de bladrollers (Tortricidae). De wetenschappelijke naam van het geslacht werd in 1981 gepubliceerd door Ahmet Ömer Koçak als nomen novum voor Omochaeta Diakonoff, 1966 non Omochaeta Duda, 1930 (Diptera). 

## Soort
- Alischirnevalia callirrhoa (Meyrick, 1911)